# Herbie Harper
Herbie Harper (ur. 2 lipca 1920 w Salinie, zm. 21 stycznia 2012) – amerykański puzonista jazzowy, który pierwsze kroki na jazzowej scenie stawiał swingując w latach 40. i 50. XX wieku z takimi muzykami jak Benny Goodman czy Charlie Spivak. Potem jednak związał się z Los Angeles i West Coast jazzem, a wśród muzyków, z którymi grywał, byli m.in. Stan Kenton, Bill Perkins, June Christy, Benny Carter, Maynard Ferguson, Pete Rugolo, Bob Gordon i inni. Był znakomitym muzykiem sesyjnym, ale pomiędzy 1954 a 1957 nagrał też kilka własnych albumów (dla wydawnictw Nocturne, Tampa, Bethlehem i Mode). W latach 80. XX wieku, po długim okresie pracy dla innych, znów nagrał pod własnym nazwiskiem albumy dla Sea Breeze i VSOP.

## Dyskografia (wybór)
- 1954 George Redman Group, w składzie The George Redman Group (Skylark SKLP-20)
- 1954 The Complete Nocturne Jazz in Hollywood Series, vol. 1; Herbie Harper Quartet (Fresh Sound Records)
- 1954 Herbie Harper Quintet featuring Bob Gordon Jazz in Hollywood Series (Nocturne NLP 1), 10"
- 1954 Herbie Harper – Jazz in Hollywood Series lub Herbie Harper Quartet and Quintet; (Nocturne NLP 7), 10"
- 1954 Herbie Harper – Jazz in Hollywood (OJC OJCCD 1887-2), wyd. w 1997 reedycja 2 LP z 1954
- 1954 Dimensions Featuring Maynard Ferguson (EmArcy MG 26024); z zespołem Maynarda Fergusona
- 1955 Dimensions (EmArcy MG 36044) z zespołem Maynarda Fergusona
- 1955 Five Brothers; z Bobem Enevoldsenem, Donem Overburgiem, Redem Mitchellem i Frankiem Cappem (Tampa Records TP 25), reed. VSOP 1997
- 1955 Herbie Harper (Bethlehem BCP 1025) z Charliem Mariano, Jimmym Giuffre’em i in.
- 1956 Four Horns and a Lush Life (Bethlehem BCP 46), jako lider zespołu: Russ Garcia lub Frank Rosolino
- 1957 Herbie Harper featuring Bud Shank and Bob Gordon (Liberty LJH 6003)
- 1957 Herbie Harper Sextet! z Howardem Robertsem, Martym Paichem, Redem Mitchellem, Jayem Coré, Frankiem Cappem, Melem Lewisem
- 1957 Modern Jazz Performances (Composers Series) różni artyści – składanka (Tampa TP 15), wyd. 1958
- 1958 Name Band 1959, w składzie big-bandu Boba Florence’a (Carlton Records LP 12/115), wyd. 1959
- 1981 Revisited (Sea Breeze SBD 101)
- 1983 Magic Time, w składzie The Bob Florence Limited Edition (Trend Records TR-536), wyd. 1984
- 1989 Two Brothers The Herbie Harper-Bill Perkins Quintet (V.S.O.P. Nr 80), wyd. 1992